# Pat Borders
Patrick Lance Borders (Columbus, 14 de Maio 1963) é um receptor da Major League Baseball, foi um dos jogadores mais valiosos da liga em 1992. Borders também ganhou a medalha de ouro nos Jogos Olímpicos de Verão de 2000 para os time de baseball dos Estados Unidos em Sydney, Australia.